# Lasse Virén
Lasse Virén (Myrskylä, Finska, 22. srpnja 1949.) umirovljeni je finski atletičar i četverostruki olimpijski pobjednik.
Zbog svojih sjajnih rezultata poznat i kao 'leteći Finac', po ugledu na ranije sjajne finske atletičare kao što su Paavo Nurmi ili Ville Ritola, koji su također nosili taj nadimak 1920-tih godina.
Dvostruku pobjedu je ostvario na Igrama u Münchenu 1972. godine, kada je pobijedio u utrkama na 5000 odnosno 10000 metara, s tim da je u drugoj disciplini usprkos padu tijekom utrke postavio i tadašnji svjetski rekord. Isti je uspjeh ponovio četiri godine kasnije na Igrama u Montrealu 1976. godine, a tom prilikom je trčao i maraton te završio kao peti.
Virén je bio specifičan po tome što je između Igara relativno malo trčao na službenim natjecanjima, i sva je ostala natjecanja smatrao samo kao pripremu za olimpijske utrke. Između Igara je prelazio vrlo veliku kilometražu u treningu, ali bi intenzitet povećavao tek planirano u godini prije natjecanja. Zbog toga imao relativno malo pobjeda i dobrih rezultata na ostalim natjecanjima.
Karijeru je završio nakon Igara u Moskvi 1980. godine kada je završio kao peti na 10000 m. Nakon sportske karijere bavio se politikom, te bio predstavnik u finskom parlamantu.